# Lambert (cratera lunar)
Lambert é uma cratera de impacto lunar, situada na metade sul da bacia do Mare Imbrium. A mais próxima cratera de dimensões comparáveis é a cratera Timocharis, que se situa a este desta. A sul está situada a pequena cratera Pytheas e a oés-sudoeste está situada a cratera Euler.